# Lámud
Lámud es una ciudad peruana capital del distrito homónimo y de la provincia de Luya en el departamento de Amazonas.
Está situada en el Noroeste del país a unos 2 330 m s. n. m. en la región andina y cuenta con un clima templado.
Lámud se encuentra a pocos kilómetros de la ciudadela de Kuélap, un importante sitio arqueológico preínca construido por la cultura Chachapoyas.

## Clima
| Parámetros climáticos promedio de Lámud | Parámetros climáticos promedio de Lámud | Parámetros climáticos promedio de Lámud | Parámetros climáticos promedio de Lámud | Parámetros climáticos promedio de Lámud | Parámetros climáticos promedio de Lámud | Parámetros climáticos promedio de Lámud | Parámetros climáticos promedio de Lámud | Parámetros climáticos promedio de Lámud | Parámetros climáticos promedio de Lámud | Parámetros climáticos promedio de Lámud | Parámetros climáticos promedio de Lámud | Parámetros climáticos promedio de Lámud | Parámetros climáticos promedio de Lámud |
| Mes                                     | Ene.                                    | Feb.                                    | Mar.                                    | Abr.                                    | May.                                    | Jun.                                    | Jul.                                    | Ago.                                    | Sep.                                    | Oct.                                    | Nov.                                    | Dic.                                    | Anual                                   |
| --------------------------------------- | --------------------------------------- | --------------------------------------- | --------------------------------------- | --------------------------------------- | --------------------------------------- | --------------------------------------- | --------------------------------------- | --------------------------------------- | --------------------------------------- | --------------------------------------- | --------------------------------------- | --------------------------------------- | --------------------------------------- |
| Temp. máx. media (°C)                   | 21.4                                    | 21.3                                    | 21                                      | 21.5                                    | 21.8                                    | 21.4                                    | 21.2                                    | 21.6                                    | 21.7                                    | 21.9                                    | 22.6                                    | 22.7                                    | 21.7                                    |
| Temp. media (°C)                        | 16                                      | 16                                      | 16                                      | 16.1                                    | 15.9                                    | 15.3                                    | 15.1                                    | 15.2                                    | 15.7                                    | 16.1                                    | 16.4                                    | 16.5                                    | 15.9                                    |
| Temp. mín. media (°C)                   | 10.7                                    | 10.8                                    | 11                                      | 10.7                                    | 10.1                                    | 9.2                                     | 9                                       | 8.8                                     | 9.8                                     | 10.4                                    | 10.3                                    | 10.3                                    | 10.1                                    |
| Fuente: climate-data.org                |                                         |                                         |                                         |                                         |                                         |                                         |                                         |                                         |                                         |                                         |                                         |                                         |                                         |

## Festividades
- Septiembre: Señor de Gualamita.fiesta religiosa católica del Patrón de Amazonas que se realiza desde el primero de septiembre hasta el 15 de septiembre